# Литвиненко Олександр Вальтерович
Олекса́ндр Ва́льтерович Литвине́нко (4 грудня 1962, Воронеж — 23 листопада 2006,  Камден, Лондон) — оперативник підполковник та працівник радянських і російських спецслужб (1988—1999), де спеціалізувався по боротьбі з тероризмом та організованою злочиністю. 
В 1998 заявив, що начальство наказало йому та його колегам вбити бізнесмена та політика Бориса Березовського. Після порушення кількох кримінальних справ зі сторони влади у 2000, Литвиненко разом з родиною втік до Великої Британії, де отримав політичний притулок та згодом почав співпрацювати з англійською та іспанською розвідкою та прокуратурою, де передав свідчення про зв'язки російських чинновників з російською мафією в Європі.
Згодом став політичним емігрантом, опонентом режиму Путіна, звинувачуючи останього в надмірній корупції та гомосексуальній педофілії. Став співавтором книг "ФСБ підриває Росію" та "Лубянське злочинне угрупування", в яких згадує про роль російських спецслужб в організії підривів житлових будинків у Росії та інших терактів з метою підняття рейтингу Путіна та його приходу до влади. Вбитий агентами РФ у Британії в листопаді 2006, помер у британському шпиталі від променевої хвороби після отруєння.

## Життєпис
Народився 4 грудня у Воронежі, СРСР в родині Вальтера Олександровича Литвиненка та Ніни Миколаївни Білявської. Батько був лікарем та капітаном зовнішньої розвідки, мати мала освіту лікаря, пара розлучилась коли Олесандру виповнилось 2 роки. Проживав разом з бабусею та дідусем. Коли йому виповнилось 15 років, він переїхав до батька в Нальчик. В 1980 закінчив середню школу .

### СРСР
1980 — після закінчення середньої школи був призваний до лав внутрішніх військ МВС СРСР. Проходив службу в Пятигорську. За наступні двадцять років пройшов шлях від рядового до підполковника. З 1988 року співробітник органів контррозвідки КДБ СРСР, з 1991 — центрального апарату МБ-ФСК-ФСБ. 

### РФ
Спеціалізація — боротьба з тероризмом й організованою злочинністю. За проведення спільних з Московським карним розшуком (МУР) операцій по розшуку й затриманні особливо небезпечних злочинців одержав звання «Ветеран МУРа». Учасник бойових дій у багатьох «гарячих точках» колишнього СРСР і Росії. В 1997 році переведений до Управління по розробці злочинних організацій (УРПО ФСБ) на посаду старшого оперативного співробітника, заступника начальника 7-го відділу.
18 листопада 1998 — разом із кількома колегами по Управлінню провів у Москві прес-конференцію, учасники якої повідомили про те, що в листопаді 1997 р. одержали від керівників УРПО генерал-майора Євгенія Хохолькова й капітана І рангу Олександра Камишнікова усний наказ убити Бориса Березовського (у той час — заступника секретаря Ради безпеки Росії). Литвиненко і його колеги відмовилися виконувати наказ, а тоді їхні начальники стали погрожувати їм фізичною розправою за те, що не захотіли вбити «єврея, що обікрав півкраїни».

## Переслідування й еміграція
За два тижні на Литвиненка біля його будинку було скоєно замах. У березні 1999 р. він був заарештований за обвинуваченням у перевищенні повноважень і переведений в «Лефортово». У листопаді 1999 року виправданий, але одразу в залі суду, після зачитаного йому виправдального вироку, був заарештований ФСБ і переведений у СІЗО Бутирської в'язниці за іншою кримінальною справою. У 2000 р. друга кримінальна справа була припинена прокуратурою за відсутністю складу злочину, однак того ж дня проти Литвиненка було розпочато третю кримінальну справу, а він сам звільнений під підписку про невиїзд. Порушивши її, він перебрався у Туреччину, у зв'язку із чим підписка була замінена на взяття під варту. Проти нього була порушена четверта кримінальна справа. Його близьких грубо допитували в Росії. Вітчим помер після допиту від інсульту. Невідомі побили брата. 
У травні 2001 р. Велика Британія надала Олександру Литвиненку політичний притулок, як тому, хто піддається переслідуванням на Батьківщині. Литвиненко наголошував, що поширена в Росії думка про надання притулку у винагороду за державні таємниці щодо нього є хибною.
У жовтні 2006 р. Литвиненко одержав британське підданство.

## Публікації
Перша книга Литвиненка «ФСБ підриває Росію», написана в співавторстві з істориком, консультантом Фонду громадянських свобод Юрієм Фельштинським, вийшла в Нью-Йорку восени 2001 р. У ній автори обвинувачують ФСБ в організації терористичних актів (зокрема вибухів житлових будинків восени 1999 в Буйнакську, Москві й Волгодонську), викрадень й убивств. Згодом за цією книгою було знято документальний фільм, що дістав назву «ФСБ підриває Росію» або, в іншому варіанті, «Замах на Росію» (режисер — Жан-Шарль Деньо).
У 2002 р. вийшла друга книга Литвиненка — «Луб'янське злочинне угруповання» — про корупцію, хабарництво, зв'язки КДБ-ФСБ із злочинним світом, викрадення і вбивства на замовлення.
Литвиненко звинувачував Володимира Путіна у педофілії, про що знало його найближче оточення, ще під час навчання в університеті Андропова, що ледь не коштувало йому кар'єри. Матеріал починався з опису зустрічі Путіна з туристами, під час якої він поцілував маленького хлопчика в живіт. Він також казав, що Путіну вдалося знайти відеозаписи ФСБ, де він вступає у статевий акт з неповнолітніми хлопчиками.
Після отруєння Литвиненко висловився про президента РФ так : 
| Поки весь світ гасає за віртуальним Бен-Ладеном рятуючи себе від «світового тероризму», за кремлівськими стінами наливається кров'ю чергове чудовисько подібне до Гітлера. І якщо його вчасно не зупинити, можливо, цей маніяк незабаром приведе цивілізацію до чергової світової бійні, у топці якої згорять мільйони та мільйони людських життів» |

## Замах 2006 року
1 листопада 2006 р. Олександр Литвиненко, за його власними словами, сказаними детективам Скотланд-Ярду, зустрівся зі знайомим колишнім співробітником ФСБ із Москви Андрієм Луговим і невідомим, котрий представився Володимиром. «Володимир» не розкривав своєї персони й неодноразово наполягав на чашці чаю. 
Того ж дня Литвиненко зустрівся в одному з ресторанів Лондона із громадянином Італії Маріо Скарамеллою. Скарамелла є експертом з питань проникнення радянського КДБ в італійську політику й, можливо, має зв'язки з російською ФСБ.  За словами Скарамелли, він передав Литвиненкові матеріали про «групу кілерів із Санкт-Петербурга», що вбила журналістку Ганну Політковську та збирається усунути Литвиненка й Скарамеллу. 
Повернувшись додому, Литвиненко відчув себе зле. Він запідозрив отруєння й промив шлунок, після чого був доставлений у лікарню. Лікарі припустили отруєння талієм — високотоксичною отрутою, яку важко ідентифікувати і ще важче вивести з організму. Талій уражає насамперед нервову систему людини, печінку й нирки; отруєння ним нерідко закінчується смертю. Лікар Литвиненка заявив, що мова йде про навмисне отруєння .
Скарамелла організував прес-конференцію в Римі, а також брав участь у телеінтерв'ю із британським каналом. Він розповів про свою зустріч і про острах за своє життя. Лугового й «Володимира» не було помічено у Великій Британії після отруєння. У розмові з журналістом The Time у Москві Луговий відкинув підозри..
За даними на 20 листопада, Литвиненко перебував у палаті під озброєною охороною; шанси на його виживання оцінювались, як 50/50. У пацієнта було порушення функцій кісткового мозку, який не виробляв достатньої кількості лейкоцитів для підтримки імунної системи організму. Це свідчило про наслідки отруєння сильною радіоактивною речовиною, яка швидко розкладається. Поліція вела розслідування замаху.

## Смерть
У ніч на 23 листопада 2006 стан здоров'я Литвиненка різко погіршав, і 23 листопада о 21:21 за місцевим часом він помер у лікарні Університетського коледжу Лондона Поліція розслідує його смерть, як таку, що «настала за нез'ясованих причин».
24 листопада науковці з Британського агентства охорони здоров'я (БАЗ) припустили, що Литвиненко вмер від радіоактивного зараження. В аналізах було виявлено сліди радіації, викликаної, як передбачається, полонієм-210, відповідно до заяви глави центра БАЗ щодо радіаційних, хімічних і зовнішніх ризиків Роджера Кокса. Він також заявив, що в малих дозах полоній-210 збільшує ризик захворювання на рак, а в більших кількостях порушує діяльність кісткового мозку, травної системи й інших життєво важливих органів. Полоній-210 є джерелом альфа-випромінювання, однак він становить небезпеку тільки тоді, коли потрапляє усередину організму з їжею, шляхом вдихання або через відкриту рану. БАЗ досліджує можливі ризики для людей, що контактували з Литвиненком, включаючи медперсонал.

## Розслідування
Розслідування проводить контртерористичне управління Скотланд-Ярду.
Детективи зі Скотланд-Ярду провели обшуки на предмет наявності радіації в тих місцях, які відвідував Литвиненко. Сліди радіації знайшли в суші-барі на Піккаділлі, де Литвиненко зустрічався зі Скарамеллою, у готелі Міленіум Мейфейр на Гросвенор Сквер, де він розмовляв з колишнім співробітником ФСБ Андрієм Луговим, і в будинку самого Литвиненка на Масуелл Гілл (північ Лондона).
Із приводу розслідування виступив міністр внутрішніх справ Британії Джон Рід. Він підтвердив, що поліція шукає радіоактивні матеріали, пов'язані з радіацією, виявленою в тілі Литвиненка.
Голова відділу у боротьбі з тероризмом Скотланд-Ярда Пітер Кларк заявив: «Детективи ведуть інтенсивне розслідування. Ми намагаємося знайти можливих свідків, відстежити пересування Литвиненка у важливий час, зокрема, коли він уперше відчув себе хворим, ідентифікувати людей, з якими він зустрічався. Також досліджуються записи відеокамер спостереження».
Хіміки заявляють, що смертельна доза полонію-210 може бути отримана тільки штучним шляхом, використовуючи прискорювач елементарних часток або ядерний реактор: «Це не випадкове вбивство. Це не знаряддя вбивства, обране групою аматорів. Ці люди мають за собою серйозні ресурси», — заявила Андреа Селла, доктор хімії в Юниверсіті Коледж Лондон, в інтерв'ю агентству Reuters.
«Форін офіс» (МЗС Великої Британії) звернувся до російської влади із проханням надати всю інформацію, що може допомогти розслідуванню. Це питання обговорювалося на зустрічі 24 листопада із російським послом у Лондоні Юрієм Федотовим.
У липні 2014 року міністр внутрішніх справ британського уряду Тереза Мей оголосила про початок громадського розслідування у справі про вбивство колишнього офіцера російського ФСБ Олександра Литвиненка, отруєного радіоактивним полонієм у 2006 році.

## Причетність Росії до смерті Литвиненка

### Відкриті слухання
Адвокат Річард Хоруелл, який представляє британське слідство у справі про вбивство Олександра Литвиненка, звинуватив російську владу в причетності до отруєння колишнього офіцера ФСБ. «У той чи інший спосіб російська держава брала участь у вбивстві Литвиненка», — констатував пан Хоруелл у своїй фінальній заяві на слуханнях у Високому суді Лондона. Юрист пояснив, що під висловом «у той чи інший спосіб» він має на увазі, що у російської влади був не один, а багато мотивів бажати смерті Олександру Литвиненку, і його вбивство не могло статися без участі державних органів Росії. Адвокат сім'ї Литвиненків Бен Еммерсон сказав, що відповідальність російської держави у цьому вбивстві переконливо доведена.

### Можливі виконавці
У безпосередньому виконанні злочину Річард Хоруелл звинуватив колишнього співробітника ФСБ, нині депутата Держдуми Росії — Андрія Лугового, а також російського підприємця Дмитра Ковтуна. «Навіть гарячі прихильники конспірології не могли не визнати, що сліди полонію пов'язують Литвиненка тільки з Луговим і Ковтуном», — пояснив адвокат. За його словами, слідство вважає, що докази повністю доводять вину Лугового і Ковтуна, тоді як жодних суттєвих доказів можливої причетності до злочину інших осіб слідством не виявлено. Дмитро Ковтун і Андрій Луговий відкидають звинувачення на свою адресу. Російська влада також неодноразово заперечувала причетність до злочину. Відкриті слухання у справі про вбивство Литвиненка завершилися виступами адвоката сім'ї Литвиненка Бена Еммерсона і радника дізнання Робіна Тама. Олександра Литвиненка отруїли радіоактивним полонієм 1 листопада 2006 року. Він помер у лікарні через три тижні.
У липні 2016 році американська газета WSJ відкрито звинуватила у смерті Литвиненка Володимира Путіна.
9 січня адміністрація США за законом Магнітського, в числі інших, наклала особисті санкції й на двох ймовірних вбивць Олександра Литвиненка — Лугового і Ковтуна.

### Вирок ЄСПЛ
У вересні 2021 року Європейський суд з прав людини постановив, що Російська Федерація винна у вбивстві колишнього співробітника Федеральної Служби безпеки Олександра Литвиненка. У рішенні йдеться про те, що російська влада не провела ефективного внутрішнього розслідування, яке могло б допомогти встановити факти і, при необхідності, особи винних у вбивстві і покарання для них. ЄСПЛ наказав Росії виплатити понад 100 тисяч євро компенсації вдові Олександра.

## Відгуки та думки
Друзі Литвиненка у прямому ефірі британських телеканалів зачитали передсмертну заяву екс-офіцера ФСБ. Вони стверджують — текст записаний зі слів померлого. На папері є й підпис Олександра Литвиненка:
Зараз я лежу тут і виразно чую биття крил янгола смерті. Можливо, мені і вдасться вислизнути від нього, але мої ноги вже не так швидкі, як мені хотілося б. Тому я думаю настав час сказати кілька слів людині, яка винна за мій нинішній стан. Пане Путін, вам, можливо, вдасться змусити мене замовкнути, але ця тиша вам обійдеться дорогою ціною. Ви показали, що є жорстоким варваром, яким уявляють вас найсуворіші критики. Ви показали, що не поважаєте життя людини, свободу й інші ліберальні цінності. Ви показали, що не гідні своєї посади, недостойні довіри цивілізованих людей. Можливо, ви змусите замовкнути одну людину, але протести по всьому світу будуть лунати у ваших вухах, пане Путін, до кінця вашого життя. Нехай Господь простить вас за те, що ви зробили — не лише зі мною, але й з моєю рідною Росією і її народом.

## Громадське дізнання обставин смерті
Громадське дізнання обставин смерті Литвиненка відкрилося у Високому суді Лондона в січні 2015 року. Головував на ньому сер Роберт Овен. 21 січня 2016 він представив результати дізнання, це було оприлюднення звіту на понад 300 сторінок, який називає замовниками вбивства Литвиненка спецслужбу ФСБ (Патрушев очолював ФСБ з 1999 до 2008 року. Зараз він є секретарем Ради нацбезпеки Росії) і, можливо, президента Путіна.
В заяві в британському парламенті, після публікації висновків громадського дізнання в справі вбивства колишнього офіцера ФСБ, Тереза Мей назвала неприйнятною відмову Росії співпрацювати зі слідством. Тереза Мей повідомила, що проти головних підозрюваних у вбивстві — Андрія Лугового і Дмитра Ковтуна — буде введено персональні санкції, такі як замороження їхніх активів у британських банках. Британський Форін офіс викликав посла Росії у зв'язку з висновками громадського дізнання.

### Відео
- Отруєння Литвиненка: радіація, шпигуни і розголос